# Maszanaki
Maszanaki (biał. Машанакі; ros. Мошенаки, pol. hist. Moszenaki) – wieś na Białorusi, w obwodzie mohylewskim, w rejonie mohylewskim, w sielsowiecie Mastok.
Do 1917 położona była w Rosji, w guberni mohylewskiej, w powiecie horeckim. Następnie w granicach Związku Sowieckiego. Od 1991 w niepodległej Białorusi.